# Heinkel
Heinkel Flugzeugwerke était une entreprise de fabrication d'avions allemande fondée par Ernst Heinkel. Elle a construit de nombreux bombardiers pour la Luftwaffe durant la Seconde Guerre mondiale et a apporté un certain nombre de contributions au vol à haute vitesse.

## Historique

### Les premières années
L'entreprise s'installa à Warnemünde en 1922 alors que les restrictions imposées par le traité de Versailles sur l'aviation allemande se relâchaient. Le premier grand succès de la compagnie fut le Heinkel He 70, un avion de transport de courrier rapide conçu pour la Deutsche Luft Hansa en 1932. L'avion battit un grand nombre de records de vitesse pour sa classe et fut suivi du Heinkel He 111. Les deux concepteurs importants de Heinkel à cette époque étaient les jumeaux Günter (en), Siegfried et Walter, ainsi que Heinrich Hertel.

### Seconde Guerre mondiale
La compagnie Heinkel est plus particulièrement associée aux avions utilisés par la Luftwaffe durant la Seconde Guerre mondiale. Cela commença avec l'adaptation du Heinkel He 70 et en particulier du Heinkel He 111 afin qu'ils puissent être utilisés comme bombardiers (ce dernier fut même utilisé à titre expérimental comme lanceur de V1). Dans ce rôle, le He 111 devint une valeur sûre de la Luftwaffe. Heinkel fournit également à la Luftwaffe son plus gros bombardier lourd, le Heinkel He 177, même s'il ne fut jamais déployé en nombre important. Heinkel obtint moins de succès en vendant des chasseurs : avant la guerre, le Heinkel He 112 fut écarté en faveur du célèbre Messerschmitt Bf 109 et les efforts de Heinkel pour surpasser cet avion avec le Heinkel He 100 furent réduits à néant à cause d'interférences politiques internes au Ministère de l'Aviation du Reich (Reichsluftfahrtministerium). La compagnie fournit aussi à la Luftwaffe un excellent chasseur nocturne, le Heinkel He 219.
Heinkel fut aussi l'un des pionniers dans le travail sur les avions à réaction (voir Hans von Ohain) et sur les fusées. En 1939, le Heinkel He 176 et le Heinkel He 178 devinrent les premiers avions à voler respectivement à l'aide de fusées à carburant liquide et de turboréacteurs et Heinkel fut le premier à développer un chasseur à réaction jusqu'à fabriquer un prototype, le Heinkel He 280. Cet avion tardif n'atteint jamais la production cependant, car le Reichsluftfahrtministerium voulait qu'Heinkel se concentre sur la production de bombardiers et favorisait plutôt son concurrent Messerschmitt pour qu'il développe le Me 262. Très tardivement pendant la guerre, un chasseur à réaction Heinkel décolla, le Heinkel He 162, mais il était à peine entré en service lorsque l'Allemagne capitula.

### Après-guerre
Après la guerre, Heinkel n'avait plus le droit de construire des avions et la compagnie se mit à fabriquer des bicyclettes, des vélomoteurs et des Mobylettes. La compagnie reprit la fabrication d'avions vers le milieu des années 1950 en construisant sous licence le F-104 Starfighter pour la Luftwaffe de l'Allemagne de l'Ouest.
En 1965, la compagnie fut absorbée par Vereinigte Flugtechnische Werke (VFW) qui fut elle-même ensuite absorbée par Messerschmitt-Bölkow-Blohm en 1980.

#### Automobiles: Heinkel Kabine

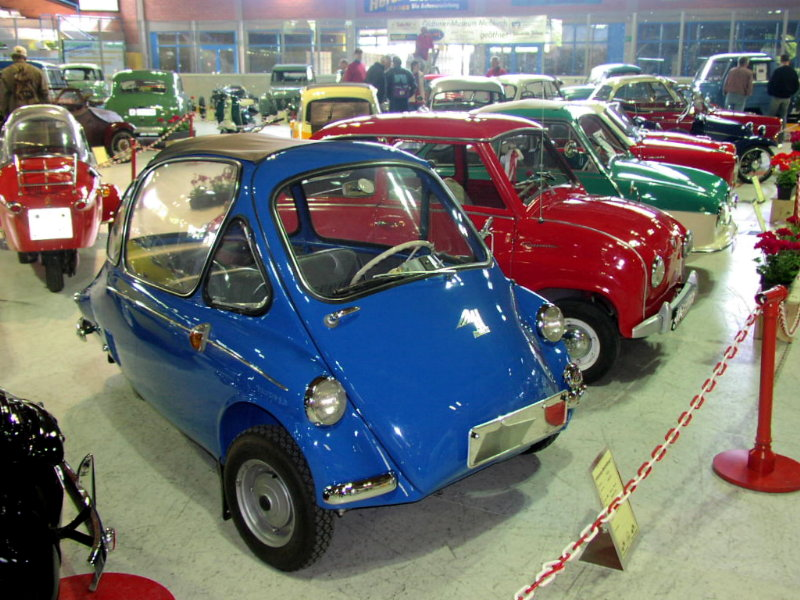
Heinkel Kabine (1957)

Heinkel a présenté en 1956 la Heinkel Kabine, une micro-voiture à structure de coupé à porte frontale, ressemblant aux Isetta de la même époque. Le premier modèle « 150 » à trois roues, avec un moteur de 175 cm³, a été produit à 6 400 exemplaires. Une seconde série, qui comprenait les modèles « 153 » à trois roues et « 154 » à quatre roues, avec un moteur de 200 cm³, a été fabriquée à 5 500 exemplaires. La production a cessé en 1958.

## Avions construits par Heinkel
- Heinkel HE 1, hydravion monoplan (1922)
- Heinkel HD 37, chasseur (biplan)
- Heinkel He 38 (en), chasseur (biplan)
- Heinkel He 43 (en), chasseur (biplan)
- Heinkel He 45, bombardier + entraînement
- Heinkel He 46, reconnaissance
- Heinkel He 49, chasseur (biplan)
- Heinkel He 50, reconnaissance + bombardier en piqué (biplan)
- Heinkel He 51, chasseur + support rapproché (biplan)
- Heinkel He 59, reconnaissance (hydravion biplan)
- Heinkel He 60, hydravion de reconnaissance (hydravion biplan)
- Heinkel He 70, Blitz (éclair), monomoteur de transport + avion courrier, 1932
- Heinkel He 71, avion de tourisme
- Heinkel He 72 Kadett (cadet), entraînement
- Heinkel He 74, chasseur + entraînement avancé (prototype)
- Heinkel He 100, chasseur
- Heinkel He 111, bombardier
- Heinkel He 112, chasseur
- Heinkel He 113, (désignation alternative pour le He 100)
- Heinkel He 114, reconnaissance hydravion
- Heinkel He 115, hydravion à usage général
- Heinkel He 116, transport + reconnaissance
- Heinkel He 118, bombardier en piqué dont un des prototypes servit à la mise au point du moteur à réaction Heinkel HeS 3
- Heinkel He 119, monomoteur bombardier rapide (prototype), reconnaissance, 1937
- Heinkel He 120, quadrimoteur à long rayon d'action, avion de ligne (projet), 1938
- Heinkel He 162 Volksjäger (Chasseur du peuple), chasseur (réaction)
- Heinkel He 172 (en), entraînement (prototype)
- Heinkel He 176, expérimental, propulsé par des fusées (prototype)
- Heinkel He 177 Greif (Griffon), bombardier à long rayon d'action
- Heinkel He 178, avion à réaction expérimental
- Heinkel He 219 Uhu (hibou grand duc), chasseur nocturne
- Heinkel He 274, bombardier de haute altitude
- Heinkel He 277, bombardier lourd
- Heinkel He 280, chasseur (réaction)
- Heinkel He 343 (en),
- Heinkel He 519 (en), bombardier rapide (dérivé du He 119) (projet), 1944
- Heinkel Lerche III B-2, avion expérimental construit en 1945

## Désignations des aéronefs
Jusqu'en 1933 les aéronefs Heinkel disposaient de leur propose système de désignation. Les monoplans étaient désignés HE pour Heinkel Eindecker tandis que les biplans étaient eux des HD pour Heinkel Doppeldecker. Ensuite le RLM leur attribua à tous la désignation de He.